# Roberto Júlio de Figueiredo
Roberto Júlio de Figueiredo (Maringá, 20 februari 1979) is een voormalig Braziliaans voetballer.

## Clubcarrière
Roberto speelde tussen 1998 en 2012 voor Ponte Preta, Avispa Fukuoka, Oita Trinita, Sagan Tosu, Yokohama FC en FC Tokyo.